# (9023) Мнесфей
(9023) Мнесфей (лат. Mnesthus) — троянский астероид Юпитера, двигающийся в точке Лагранжа L5, в 60° позади планеты, принадлежащий к редкому спектральному классу T. Он был открыт 10 сентября 1988 года американскими астрономами Кэролин Шумейкер и Юджином Шумейкером в Паломарской обсерватории и назван в честь Мнесфея, персонажа древнегреческой мифологии.

Орбита астероида Мнесфей и его положение в Солнечной системе
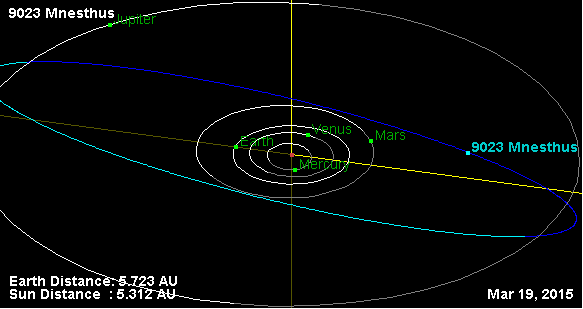
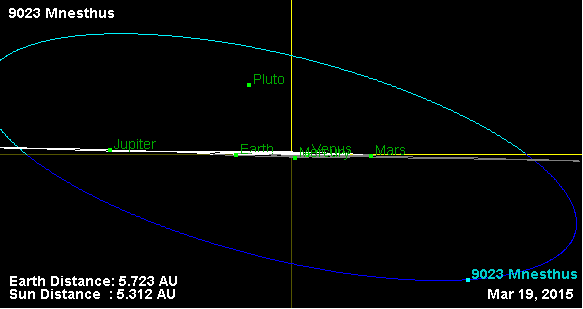